# Еріх Шуман
Карл Еріх Шуман (5 січня 1898, Потсдам — 25 квітня 1985, Гомберг) — німецький фізик, акустик, музикознавець і науковий організатор часів націонал-соціалізму.

## Біографія
Син керівника юридичної фірми. Не закінчивши школи, з відмінними оцінками у табелі пішов добровольцем на Першу світову війну. Після закінчення війни він закінчив середню школу в 1919 році, після чого вивчав математику, фізику, музикознавство та психологію в Берліні. У 1922 році він здобув ступінь доктора систематичного музикознавства в Берліні під керівництвом Карла Штумпфа з дисертацією «Про взаємозв'язки між об'єктивною та суб'єктивною інтенсивністю звуку». У 1929 здобув габілітацію з музикознавства на тему фізики тембрів. У цьому він продемонстрував, що музичні інструменти мають фіксовані діапазони формантів і що їх структури змінюються залежно від динаміки та висоти. Того ж року він отримав персональну ординатуру як професор фізики та систематичного музикознавства в Берлінському університеті.
Шуман вступив в НСДАП ще до її приходу до влади (за що пізніше отримав почесне звання «Старий партійний товариш»). У 1932 році він уже очолював військово-політичне бюро НСДАП.
З 1934 по 1944 роки Шуман очолював дослідницький відділ Управління озброєння армії (HWA). У цій ролі він заснував кафедру атомної фізики в HWA 15 червня 1939 року і доручив це завдання Курту Дібнеру. Він також відповідав за всю армійську музику у Верховному головнокомандуванні вермахту (OKW). У Берлінському університеті для нього були створені Інститути фізики II та Теоретичної фізики II, які були зарезервовані для досліджень оборонної техніки та займалися фізикою вибухових речовин. У цій ролі Шуман закликав до ще більшого впливу військової влади та інтересів на університети та дослідницькі установи. З 1934 року він також очолював науково-дослідний відділ W II Міністерства освіти Рейху. Шуман був представником з фізики вибухових речовин у Державній дослідницькій раді (RFR), яка була заснована за його пропозицією, а також членом робочої групи з біологічної війни. Також у раді він був персональним представником фельдмаршала Вільгельма Кейтеля.
За словами Едуарда Вільдхагена, заступника голови Німецького дослідницького фонду (DFG) у 1930-х роках, саме Еріх Шуман і його колега, військовий хімік і «старий боєць» Рудольф Менцель відповідні за «велику містифікацію на тему диво-зброї», яка сприяла безглуздому продовженню війни. Шуман також вважається «ключовою фігурою у зв'язку університетів і наукових установ з військовими відомствами з середини 1920-х років до кінця Другої світової війни».
У плані методики бойових дій погляди Шумана були досить радикальними, він навіть вважав доцільним порушення певних конвенцій, підписаних Німеччиною до війни. Зокрема, він намагався переконати Гітлера підготовити атаки біологічною зброєю на території країн-противників, але Гітлер не підтримав його ініціативу, зауваживши, що дослідження біологічної зброї у Німеччині треба вести лише з метою захисту від неї.
Після поразки націонал-соціалізму в 1945 році Шуман не зміг повернутися до університетської праці, і був підданий публічній критиці, оскільки багато людей вважали його співвинуватцем агресивної політики. Німецьке фізичне товариство та його голова Макс фон Лауе, які вважали його шарлатаном, спочатку перешкоджали його прийняттю на державну службу в університеті. Він переїхав до Гамбурга, де очолював Інститут звукової психології та медичної акустики імені Гельмгольца з 1949 по 1963 рік.

## Музична діяльність
Шуман відомий також як композитор військової музики. За словами Крістофа Ройтера, правила інструментування можна простежити до законів формант Шумана.
Написав кілька маршів: Panzerschiff Deutschland (1937) — для крігсмаріне, Alle Düsen auf (1945) для люфтваффе, і Der Eiserne (1936) для вермахту. Вони часто виконувалися в епоху нацизму, а також у Західній Німеччині в післявоєнний період (останній, однак, був перейменований на Kameradengruß). Останній марш також прозвучав як вступна музика в останньому (березень 1945) випуску Die Deutsche Wochenschau, в епізоді, де йшлося про працю сапера Егона Агта у Берліні.
У 1957 році Шуман написав звернення до Музичного департаменту Федерального міністерства оборони, в якій він закликав до розширення доступних тонів для виконання військовими оркестрами.

## Праці
- Akustik. Hirt, Breslau 1925.
- Physik der Klangfarben. Habilitationsschrift. Universität Berlin, 1929.
- Physik der Klangfarben. Band II, Breitkopf & Härtel, Leipzig 1940 (unveröffentlicht, nur Korrekturabzug vorhanden).
- mit G. Hinrichs: Leistungssteigerung von Hohlsprengkörpern durch besondere Zündführung (Linsen). Bericht des Reichsforschungsrates, 1943/44.